# Corvus edithae
Corvus edithae là một loài chim trong họ Corvidae.